# Настасен
Настасен — царь Куша (Нубия) в 335 до н. э.—310 годах до н. э.

## Биография
Согласно надписи на стеле из новой Донголы, имя матери Настасена — царица Пелкха, его отец, возможно — царь Горсиотеф. На престоле Куша Настасену наследовал Актисанес.
Информация о Настасене дошла до наших дней из трёх памятников. Во-первых, это «стела из Донголы», 1,63-метровая гранитная стела, которая изначально была, по-видимому, установлена в храме Амона в Джебель-Баркале. В верхней части стелы находится портретное изображение фараона Настасена, а также его матери, царицы Пелкхи, и его жены Сакхмакх. В настоящее время стела находится в Берлинском Египетском музее (инвентарный номер 2268).

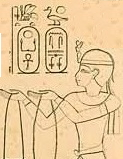
Царь Настасен на «стеле из Донголы»

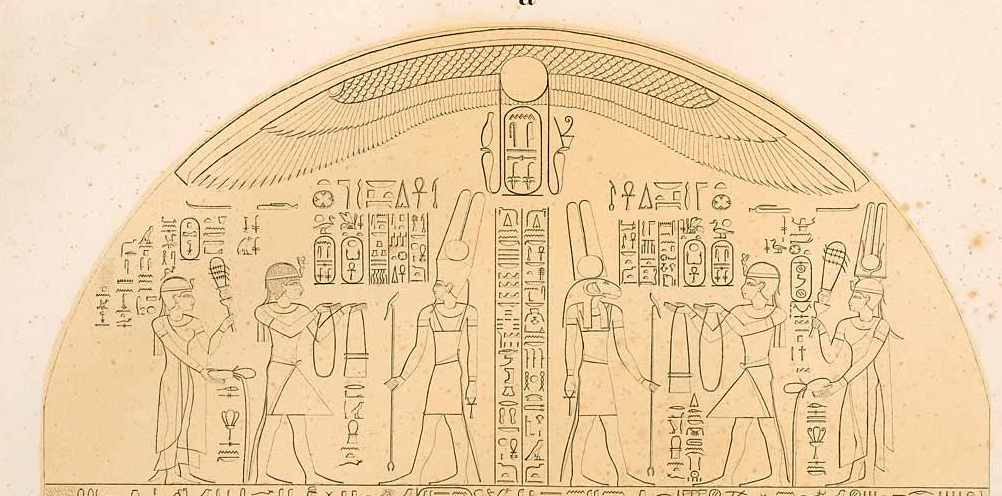
Настасен с царицей-матерью Пелкха (слева) и женой Сакхмакх (справа) на «стеле из Донголы»

Другие два памятника, дошедшие до наших времён с именем Настасена — серебряная рукоятка зеркала с выгравированным именем и две фигурки ушебти царя. И зеркало, и фигурки ушебти найдены при раскопках пирамиды № 15 в Нури, которая, таким образом, идентифицируется с захоронением Настасена. Захоронение — последняя по времени пирамида правителей Кушитского царства в Нури.
Надпись на «стеле из Донголы» повествует, что во время своего царствования Настасен успешно отразил вторжение армии Верхнего Египта, возглавляемое, по-видимому, фараоном Хабабашем. Тот известен своим походом против Государства Ахеменидов в 338 году до н. э. Вторжение Хабабаша в царство Куш оказалось провальным: Настасен захватил много кораблей и другой добычи.